# Cryptoarachnidium
Cryptoarachnidium is een monotypisch mosdiertjesgeslacht uit de familie van de Arachnidiidae en de orde Ctenostomatida. De wetenschappelijke naam ervan is in 1973 voor het eerst geldig gepubliceerd door Jebram.

## Soorten
- Cryptoarachnidium argilla  (Banta, 1967)